# Ça vous regarde (émission de télévision, 1991)
Ne doit pas être confondu avec Ça vous regarde (émission de télévision, 2009).
Ça vous regarde est un talk show quotidien présenté par André Bercoff diffusée du 18 février 1991 au 20 décembre 1991 sur La Cinq.

## Historique
Ça vous regarde est directement inspiré des talk show américains. Parmi les 22 émissions nouvelles lancées par le groupe Hachette, l'émission obtient une audience satisfaisante de près de 10 % de part de marché.

## Concept
L'émission se consacre à un sujet de société précis, autour duquel plusieurs invités font partager leur expérience par le biais de témoignages sur le plateau et de reportages. Le public, sélectionné par l'IFOP, réagit aux problèmes soulevés pendant l'émission.

## Français, si vous parliez
Du 7 septembre 1992 au 19 décembre 1995, le concept est repris sur France 3 d'abord présenté par André Bercoff sous le titre Français, si vous parliez; puis par Virginie Taittinger sous le titre Si vous parliez.